# متحف مار شربل
متحف مار شربل هو متحف تابع لمزار القديس شربل في دير مار مارون في عنايا من قضاء جبيل في جبل لبنان. شيد على تلة مطلة على وادي اهمج. يرتفع عن سطح البحر 1200 متراً ويبعد عن العاصمة بيروت 52 كلم. يمتاز بمبناه البسيط وعلى مدخله تمثالا للقديس شربل رافعا يذه نحو السماء داخل سور حديدي.

## موجودات المتحف

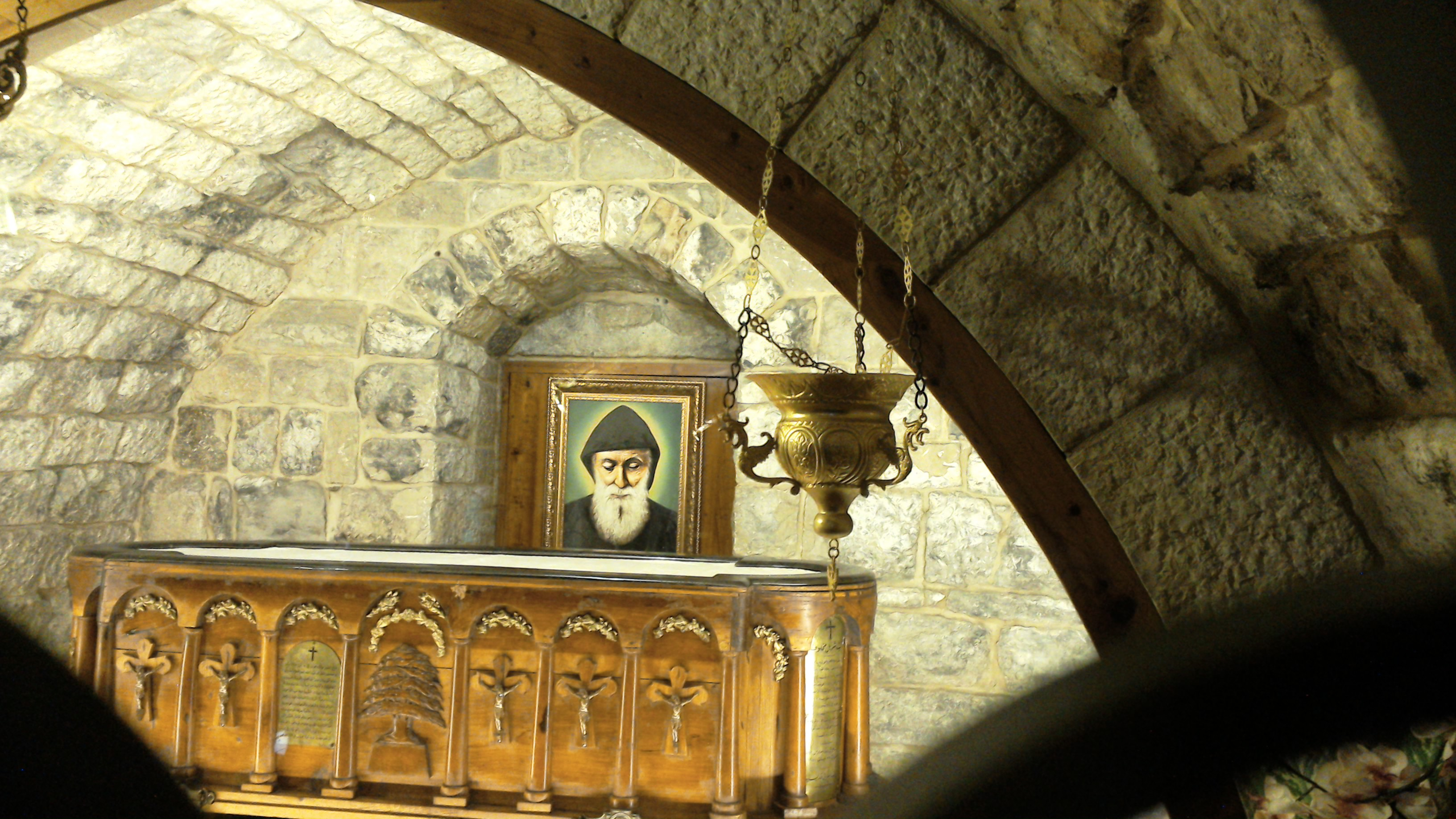
مرقد القديس شربل

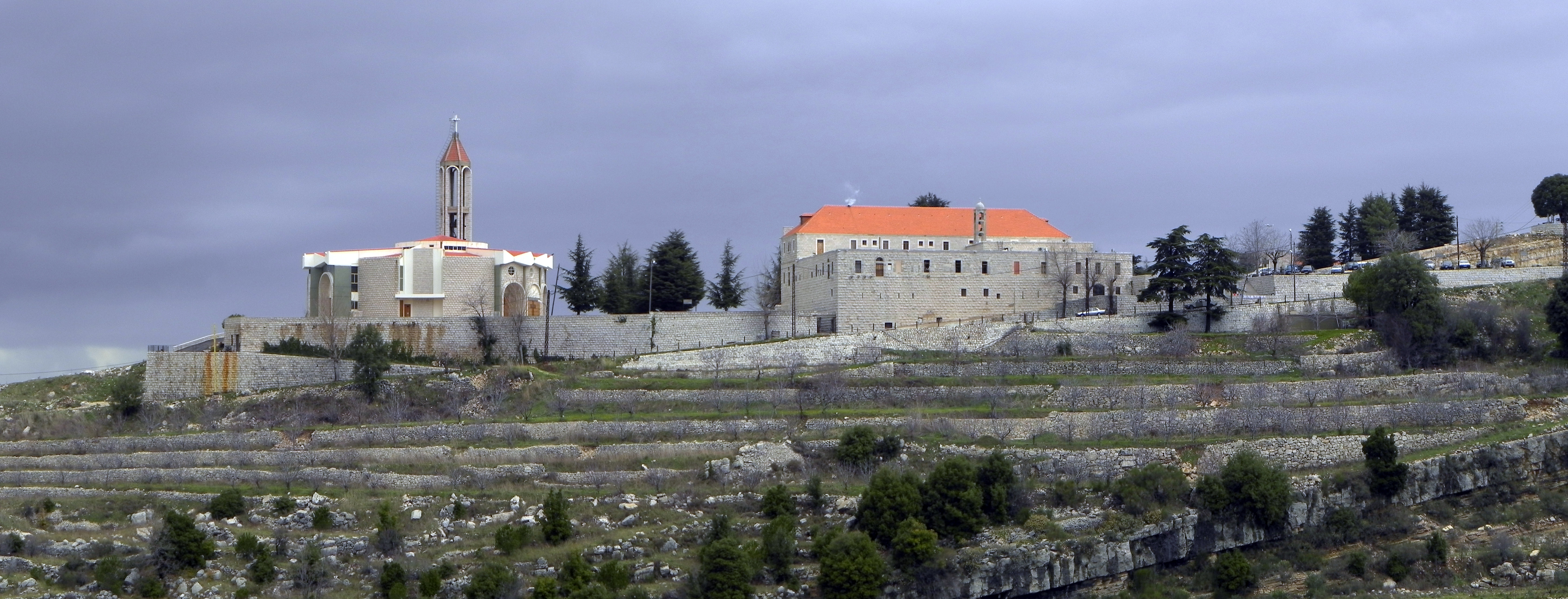
منظر لدير مار مارون في عنايا حيث متحف مار شربل.

يقع المتحف في الطابق السفلي من مبنى الدير ويضمّ قسمه الأساسي ملابس القديس اللّيتورجية التي وضعت على القديس شربل في مختلف النعوش التي وضع فيها بعد مماته. وعليها آثار رشح الماء والعرق والدم من جثمان القديس. يحوي المتحف أيضاً التابوت النحاسيّ و التابوت الزجاجيّ الذي وُضع فيه جثمان القديس فترة أمام الزوار، والشراشف والثياب المليئة من الماء والعرق التي كان ينضحها جثمان القديس طيلة 70 سنة بعد وفاته. وتجدر الإشارة بأن ضريح القديس الحالي هو من خشب الأرز محفور عليه أرزة لبنان وصليب المسيح.
وهناك مجموعة كبيرة من الرسائل الواردة من المؤمنين من مختلف بلدان العالم، ومجموعة أخرى من العباءات والملابس الليتورجية والكتب الدّينيّة والاواني اللّيتورجية التي استعملها القدّيس شربل خلال وجوده في عنّايا.
كما يوجد تقدمات ونذورات تشهد على محبّة الله لأبنائه وتعبّر عن شكر المؤمنين العميق للقدّيس الذي نالوا بواسطته نعمًا خاصّة.
وتباع في الغرفة المجاورة الزيت المبارك والبخور من قرب ضريح القديس.
وتقع إلى جانب المتحف كنيسة حيث تجثى جثمان القديس التي ما تزال ترشح دما وعرقا.
وبالقرب من المتحف تقع المحبسة حيث قضى القديس ثلاثة عشر سنة منزويا عن العالم متعبدا لله.
وتقوم بين الدير والمحبسة طريق تسمى درب القديسين التي يحج اليها من أجل طلب الراحة النفسية.